# Paisagem Cultural de Sukur

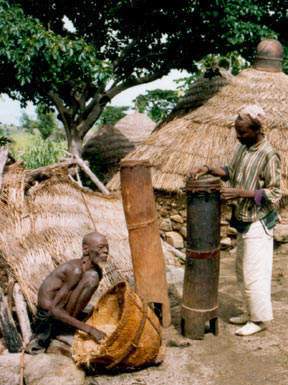
Sukur

A Paisagem Cultural de Sukur é um Património Mundial da UNESCO localizado no nordeste da Nigéria no estado de Adamawa. Foi nomeado Património Mundial em 1999.
A Paisagem Cultural de Sukur, com o Palácio do Hidi (chefe) no topo duma colina, dominando a paisagem envolvente, os socalcos e os seus símbolos sagrados, e os restos de uma outrora fluorescente indústria de ferro, é um testemunho da expressão física de uma sociedade e da sua cultura espiritual e material.